# Ophiogomphus cecilia
Ophiogomphus cecilia là một loài chuồn chuồn ngô thuộc họ Gomphidae. Nó được tìm thấy ở Áo, Belarus, Bulgaria, Trung Quốc, Cộng hòa Séc, Đan Mạch, Estonia, Phần Lan, Pháp, Đức, Hungary, Ý, Latvia, Litva, Luxembourg, Moldova, Bồ Đào Nha, România, Nga, Slovakia, Thụy Điển, Thụy Sĩ, Thổ Nhĩ Kỳ, và Ukraina.

## Hình ảnh

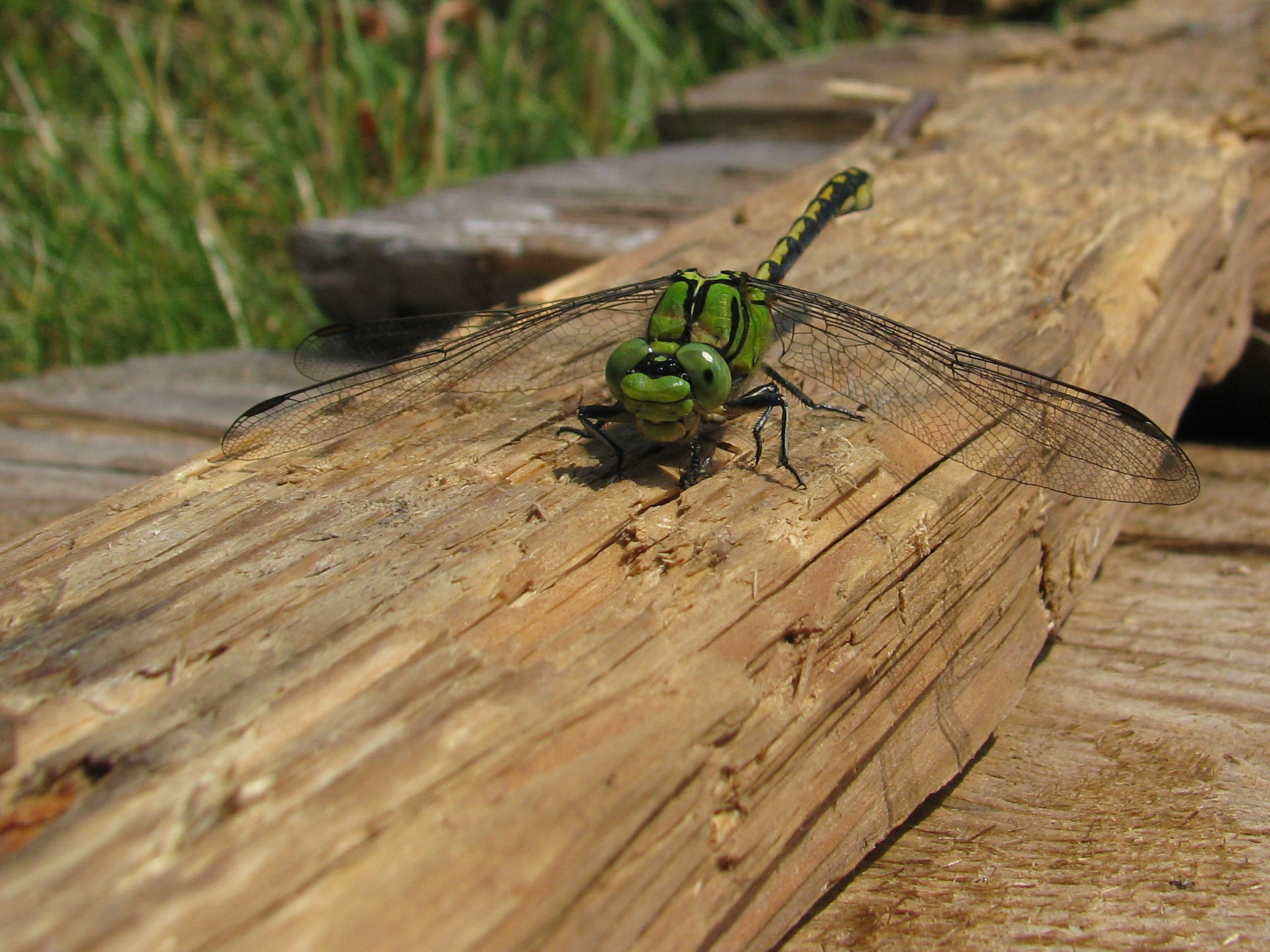
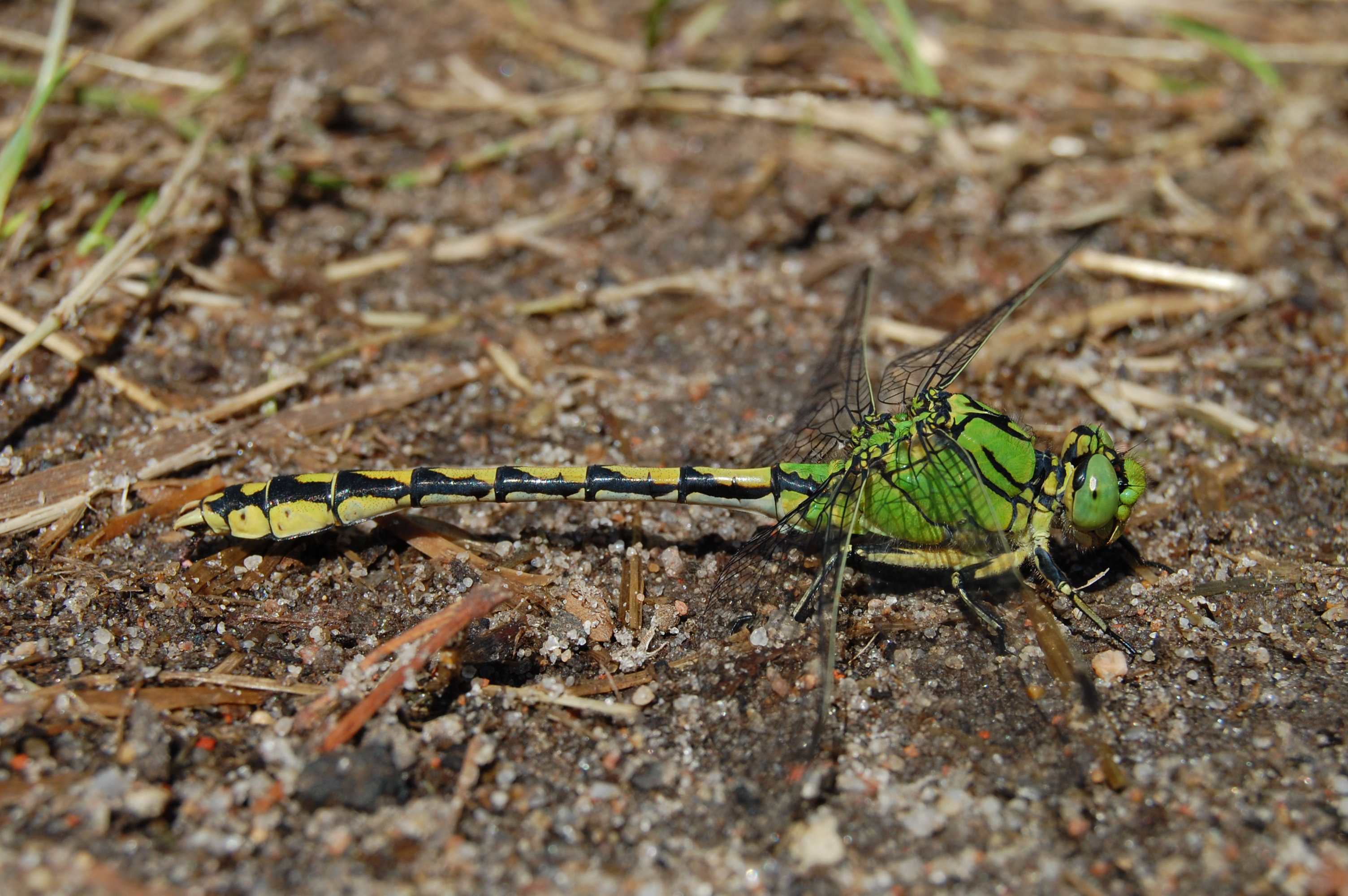
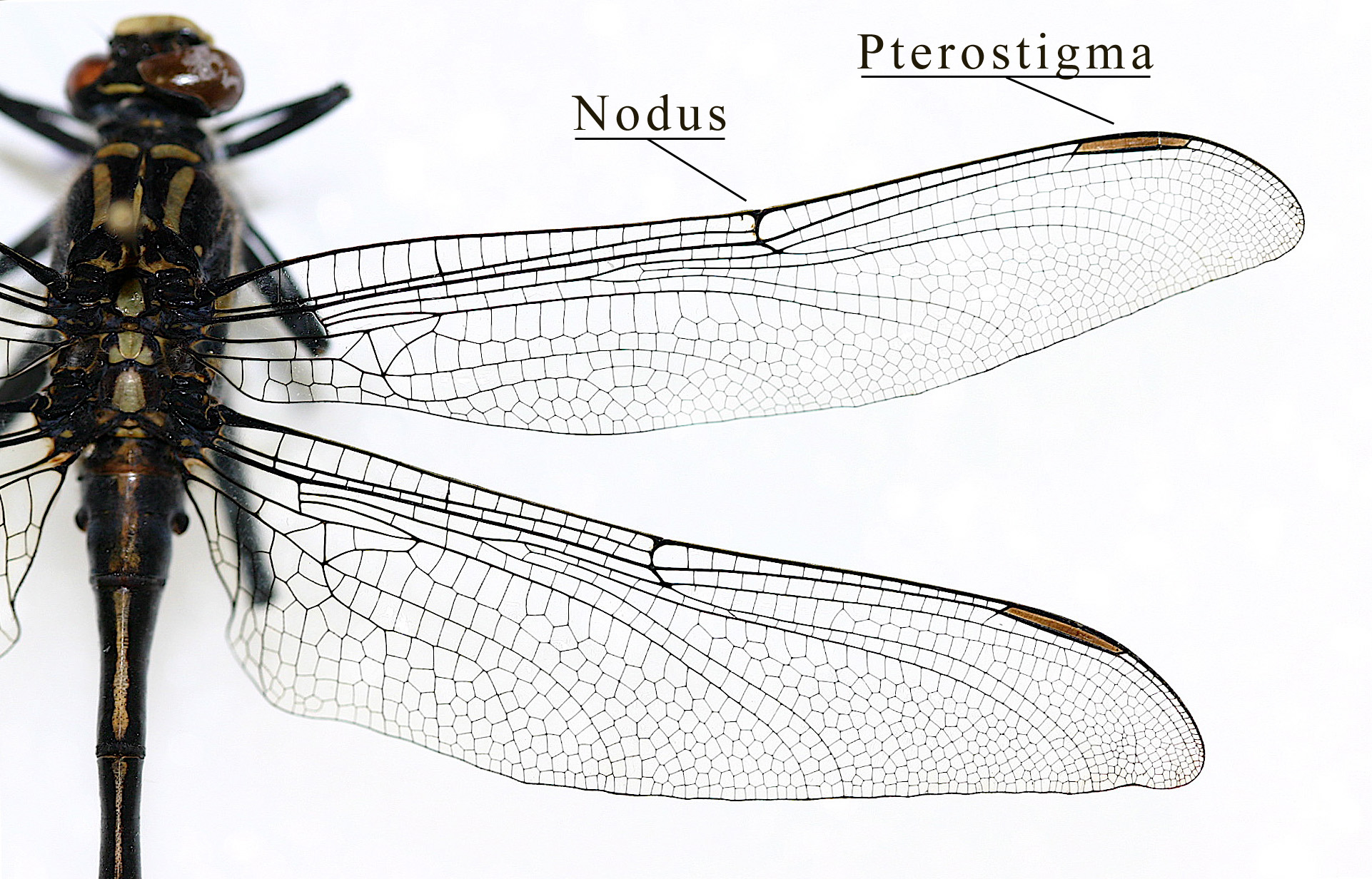
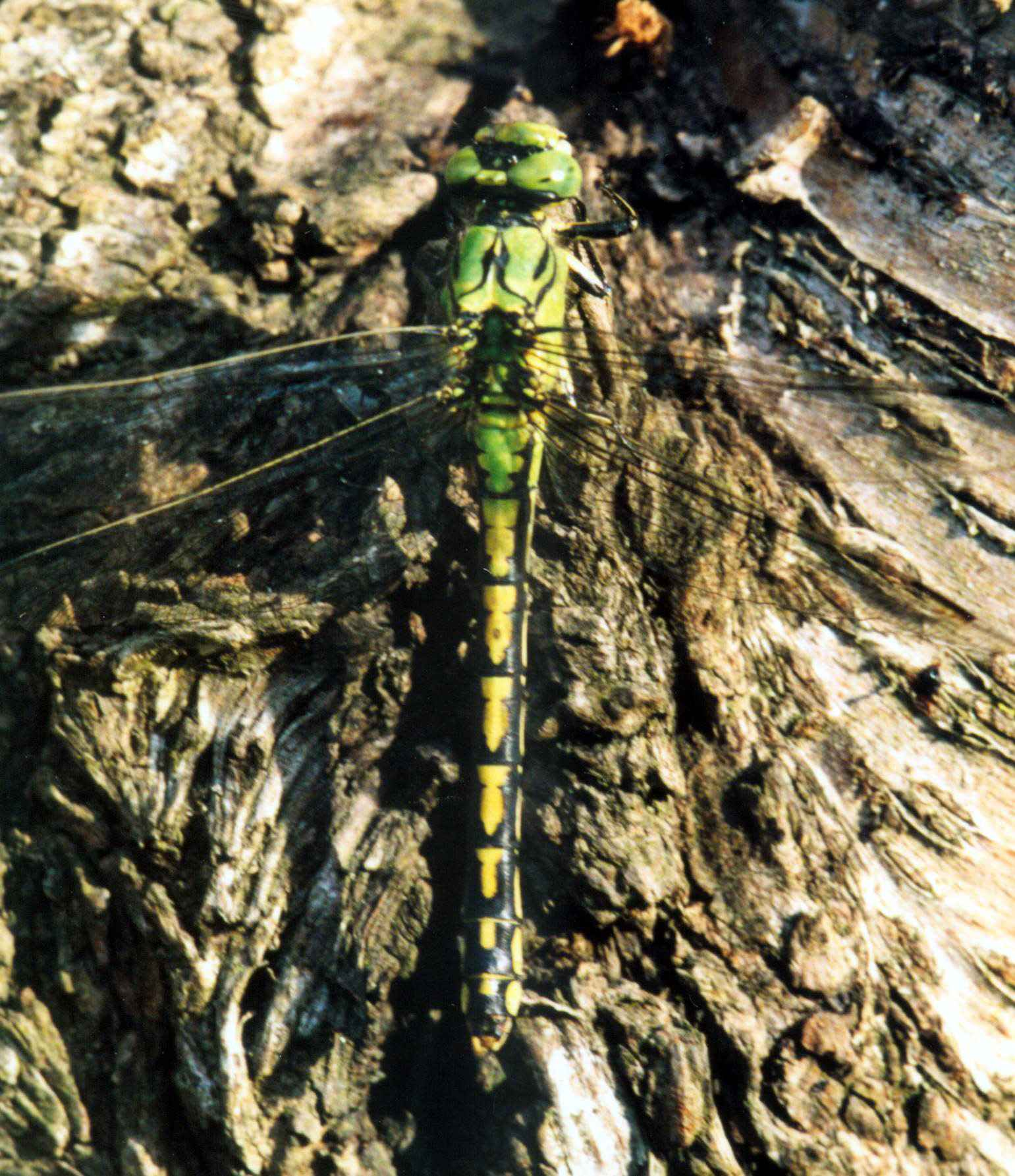